# بنیاد ریچارد نیکسون
بنیاد ریچارد نیکسون یک سازمان غیرانتفاعی مستقر در کتابخانه و موزه ریاست جمهوری ریچارد نیکسون در یوربا لیندا، کالیفرنیا است. این کتابخانه در اوت ۱۹۸۳ توسط ریچارد نیکسون، سی و هفتمین رئیس‌جمهور ایالات متحده تأسیس شد و به مدت نزدیک به بیست سال به عنوان هیئت حاکم بر کتابخانه نیکسون فعالیت کرد. امروزه کتابخانه نیکسون را به همراه دفتر ملی بایگانی و اسناد، که از نهادهای دولت فدرال ایالات متحده است، علاوه بر انجام فعالیت‌های خیریه و آموزش محور، اداره می‌کند.
بنیاد نیکسون کتابخانه نیکسون را از زمان وقف کتابخانه در ۱۹ ژوئیه ۱۹۹۰ تا ۱۱ ژوئیه ۲۰۰۷ تأسیس، کنترل و اداره کرد، تا این که در آن زمان بنیاد از بایگانی ملی دعوت کرد تا کنترل را به دست گیرد. این دو نهاد یک توافقنامه عملیاتی مشترک امضا کردند که به کتابخانه امکان داد تا به‌طور رسمی به عنوان کتابخانه ریاست جمهوری ریچارد نیکسون شناخته شود و آن را به نظام ملی کتابخانه‌های ریاست جمهوری وارد کرد. این حرکت باعث شد اسناد کاخ سفید رئیس‌جمهور نیکسون به کتابخانه او در یوربا لیندا منتقل شود.
بنیاد نیکسون توسط هیئت مدیره ای اداره می‌شود که توسط مشاور سابق امنیت ملی رابرت سی اوبراین رهبری می‌شود. این هیئت شامل دختران رئیس‌جمهور نیکسون، تریشیا نیکسون کاکس و جولی نیکسون آیزنهاور، سفیر سابق ایالات متحده در اسپانیا، جورج آرگیروس، فرماندار سابق کالیفرنیا ، پیت ویلسون، مجری رادیوی ملی سندیکای ملی و مفسر سیاسی هیو هویت، کارشناس رسانه ای مونیکا کراولی، و اوریت آلوارز جونیور. طولانی‌ترین اسیر جنگ ویتنام است.
این بنیاد میزبان روسای جمهور ایالات متحده، بانوان اول و چندین معاون رئیس‌جمهور بوده است. همچنین مفسران روابط عمومی مانند بیل آوریلی، دانشگاهیان مانند دوریس کرنز گودوین، و قاضی دیوان عالی، استفان برایر، در آن میزبانی شده‌اند.
قبل از اینکه بایگانی ملی مدیریت آن را برعهده بگیرد، چندین رسانه کتابخانه نیکسون را متهم کرده بودند که استعفای نیکسون در سال ۱۹۷۴ را با نمایشگاه‌های «سفید شویی شده» پنهان کرده است. در سال ۲۰۰۷، بایگانی ملی نمایشگاه ۱۷ ساله واترگیت را حذف کرد و پس از سه سال، نمایشگاه جدید قرار شد در ژوئیه ۲۰۱۰ افتتاح شود. بنیاد نیکسون با نمایشگاه پیشنهادی مخالفت کرد، زیرا با بنیاد نیکسون به شیوه ای که با سایر بنیادهای ریاست جمهوری در مورد موقعیت‌های مشابه مشورت شده بود، مشورت نشد. بنیاد یادداشتی ۱۵۸ صفحه‌ای را به دستیار بایگان برای کتابخانه‌های ریاست‌جمهوری تسلیم کرد و نارضایتی خود را اعلام کرد و این سازمان اعلام کرد که کمیته‌ای اعتراض را بررسی خواهد کرد، اما هیچ جدول زمانی برای پایان یافتن این فرایند ارائه نکرد. این نمایشگاه در ۳۱ مارس ۲۰۱۱ افتتاح شد.